# Uhřice (powiat Hodonín)
Uhřice – gmina w Czechach, w powiecie Hodonín, w kraju południowomorawskim. Według danych z dnia 1 stycznia 2014 liczyła 748 mieszkańców.